# Szymanowo (Szamotuły)
Pour les articles homonymes, voir Szymanowo.
Szymanowo (prononcé en polonais : [ʂɨmaˈnɔvɔ]) est un village polonais de la gmina de Pniewy dans la powiat de Szamotuły de la voïvodie de Grande-Pologne dans le centre-ouest de la Pologne.

## Histoire
De 1975 à 1998, le village faisait partie du territoire de la voïvodie de Poznań.

Depuis 1999, Szymanowo est situé dans la voïvodie de Grande-Pologne.